# Maurice de Germiny
Maurice de Germiny (ur. 23 listopada 1939 w Saint-Maurice-du-Désert) – francuski duchowny katolicki, biskup Blois w latach 1997-2014.
Święcenia kapłańskie otrzymał 29 czerwca 1974.
27 marca 1997 papież Jan Paweł II mianował go ordynariuszem diecezji Blois. Sakry biskupiej udzielił mu 24 maja 1997 kard. Jean-Marie Lustiger.
22 listopada 2014 papież Franciszek przyjął jego rezygnację z pełnionego urzędu złożoną ze względu na wiek.